# Kabinett May I
Das Kabinett May I bildete ab dem 13. Juli 2016 die Regierung des Vereinigten Königreichs. Es stand unter der Führung von Premierministerin Theresa May als Amtsnachfolgerin von David Cameron, der nach dem Brexit-Referendum zurückgetreten war. May war zuvor von 2010 bis 2016 Innenministerin im Kabinett Cameron I und im Kabinett Cameron II. Nachdem die bisher die Mehrheit stellende Conservative Party bei der vorgezogenen Unterhauswahl im Mai 2017 diese knapp verpasst hatte, kam es ab dem 11. Juni 2017 zu einer von der nordirischen DUP unterstützten Minderheitsregierung, dem Kabinett May II.

## Regierungszeit
Am Abend von Mays Amtsantritt am 13. Juli 2016 wurden erste Details über die personelle Zusammensetzung ihres Kabinetts bekannt. In Hinblick auf ihre Haltung vor dem Referendum vom 23. Juni 2016 sind im neuen Kabinett sowohl ehemalige EU-Mitgliedschaftsbefürworter als auch Befürworter des EU-Austritts vertreten. Die prominentesten Brexiteers im Kabinett sind Boris Johnson, David Davis, Liam Fox, Andrea Leadsom und Chris Grayling, die im neuen Kabinett zum Teil Schlüsselpositionen besetzen.
Einige Minister(innen) aus dem früheren Kabinett Cameron II wurden von May nicht in ihr Kabinett übernommen. Hierzu zählten der Justizminister Michael Gove, der Schatzkanzler George Osborne, die Staatsministerin für Erziehung und Frauenrechte Nicky Morgan und der Kanzler des Herzogtums Lancaster Oliver Letwin.
Andere traten zurück, wie Anna Soubry (Staatsministerin für Kleinunternehmen und Industrie), Ros Altmann (Staatsministerin für Pensionen), oder lehnten die ihnen neu angebotenen Posten ab, wie Theresa Villiers.
Um sich eine besseres Stellung für die Verhandlungen mit der EU zu verschaffen, rief sie 2017 Neuwahlen aus, die aber verloren gingen.

## Kabinettsmitglieder
| Zugehörigkeit |  | Konservative |

| Amt                                                                                  | Bild               | Person                       | Partei             | Partei             | Amtszeit      | Amtszeit      |
| ------------------------------------------------------------------------------------ | ------------------ | ---------------------------- | ------------------ | ------------------ | ------------- | ------------- |
| Premierministerin Erster Lord des Schatzamtes Ministerin für den öffentlichen Dienst | Theresa May        | Theresa May                  |                    | Conservative Party | 13. Juli 2016 | 11. Juni 2017 |
| Schatzkanzler Zweiter Lord des Schatzamtes                                           | Philip Hammond     | Philip Hammond               | Conservative Party | 13. Juli 2016      | 11. Juni 2017 |               |
| Innenministerin                                                                      | Amber Rudd         | Amber Rudd                   | Conservative Party | 13. Juli 2016      | 11. Juni 2017 |               |
| Außenminister                                                                        | Boris Johnson      | Boris Johnson                | Conservative Party | 13. Juli 2016      | 11. Juni 2017 |               |
| Verteidigungsminister                                                                | Michael Fallon     | Michael Fallon               | Conservative Party | 13. Juli 2016      | 11. Juni 2017 |               |
| Lordkanzler Justizministerin                                                         | Elizabeth Truss    | Elizabeth Truss              | Conservative Party | 13. Juli 2016      | 11. Juni 2017 |               |
| Bildungsministerin Staatssekretärin für Frauen und Gleichstellung                    | Justine Greening   | Justine Greening             | Conservative Party | 13. Juli 2016      | 11. Juni 2017 |               |
| Minister für das Verlassen der Europäischen Union                                    | David Davis        | David Davis                  | Conservative Party | 13. Juli 2016      | 11. Juni 2017 |               |
| Minister für internationalen Handel President of the Board of Trade                  | Liam Fox           | Liam Fox                     | Conservative Party | 13. Juli 2016      | 11. Juni 2017 |               |
| Minister für Wirtschaft, Energie und Industriestrategie                              | Greg Clark         | Greg Clark                   | Conservative Party | 13. Juli 2016      | 11. Juni 2017 |               |
| Gesundheitsminister                                                                  | Jeremy Hunt        | Jeremy Hunt                  | Conservative Party | 13. Juli 2016      | 11. Juni 2017 |               |
| Minister für Arbeit und Pensionen                                                    | Damian Green       | Damian Green                 | Conservative Party | 13. Juli 2016      | 11. Juni 2017 |               |
| Lordsiegelbewahrer Leader of the House of Lords                                      | Natalie Evans      | Baroness Evans of Bowes Park | Conservative Party | 13. Juli 2016      | 11. Juni 2017 |               |
| Verkehrsminister                                                                     | Chris Grayling     | Chris Grayling               | Conservative Party | 13. Juli 2016      | 11. Juni 2017 |               |
| Minister für Kommunen und lokale Selbstverwaltung                                    | Sajid Javid        | Sajid Javid                  | Conservative Party | 13. Juli 2016      | 11. Juni 2017 |               |
| Lordpräsident des Rates Leader of the House of Commons                               | David Lidington    | David Lidington              | Conservative Party | 13. Juli 2016      | 11. Juni 2017 |               |
| Minister für Schottland                                                              | David Mundell      | David Mundell                | Conservative Party | 13. Juli 2016      | 11. Juni 2017 |               |
| Minister für Wales                                                                   | Alun Cairns        | Alun Cairns                  | Conservative Party | 13. Juli 2016      | 11. Juni 2017 |               |
| Minister für Nordirland                                                              | James Brokenshire  | James Brokenshire            | Conservative Party | 13. Juli 2016      | 11. Juni 2017 |               |
| Ministerin für Umwelt, Ernährung und ländlichen Raum                                 | Andrea Leadsom     | Andrea Leadsom               | Conservative Party | 13. Juli 2016      | 11. Juni 2017 |               |
| Ministerin für Internationale Entwicklung                                            | Priti Patel        | Priti Patel                  | Conservative Party | 13. Juli 2016      | 11. Juni 2017 |               |
| Ministerin für Kultur, Medien und Sport                                              | Karen Bradley      | Karen Bradley                | Conservative Party | 13. Juli 2016      | 11. Juni 2017 |               |
| Weitere Teilnehmer an Kabinettssitzungen                                             |                    |                              |                    |                    |               |               |
| Chefsekretär des Schatzamtes                                                         | David Gauke        | David Gauke                  |                    | Conservative Party | 13. Juli 2016 | 11. Juni 2017 |
| Minister im Cabinet Office Paymaster General                                         | Ben Gummer         | Ben Gummer                   | Conservative Party | 13. Juli 2016      | 11. Juni 2017 |               |
| Attorney General (Generalstaatsanwalt)                                               | Jeremy Wright      | Jeremy Wright                | Conservative Party | 13. Juli 2016      | 11. Juni 2017 |               |
| Chief Whip im House of Commons Parlamentarischer Sekretär im Schatzamt               | Gavin Williamson   | Gavin Williamson             | Conservative Party | 13. Juli 2016      | 11. Juni 2017 |               |
| Kanzler des Herzogtums Lancaster Vorsitzender der Conservative Party                 | Patrick McLoughlin | Patrick McLoughlin           | Conservative Party | 13. Juli 2016      | 11. Juni 2017 |               |

## Sonstiges
EU-Parlamentspräsident Martin Schulz äußerte, der neuen Premierministerin sei es bei der Vergabe der Ministerposten offenbar mehr um die Überwindung der Spaltung ihrer Conservative Party gegangen als um die nationalen Interessen Großbritanniens. Das Land müsse diesen gefährlichen Teufelskreis durchbrechen, der direkte Auswirkungen auf das übrige Europa habe.
Neben Boris Johnson werden vier weitere Kabinettsmitglieder eine führende Rolle in den Brexit-Verhandlungen spielen. Die fünf sind sich in vielen Punkten uneinig.
- David Davis will die Immigration auf 100.000 Menschen pro Jahr begrenzen und ein an Australien angelehntes Punktesystem einführen.
- Amber Rudd war Brexit-Gegnerin; als Innenministerin muss sie beschlossene Einwanderungsbeschränkungen durchsetzen.
- Schatzkanzler Philip Hammond war Brexit-Gegner; als sein Leitmotiv gilt der freie Austausch von Waren und Dienstleistungen.
- Handelsminister Liam Fox äußerte, Großbritannien könne sehr gut ohne Mitgliedschaft zum Binnenmarkt zurechtkommen. Er will die Austrittsverhandlungen bis Ende 2018 abschließen.